# Моя мать (фильм)
«Моя мать» (фр. Ma mère) — французский драматический фильм режиссёра Кристофа Оноре, вышедший на экраны в 2004 году и основанный на одноимённом романе писателя Жоржа Батая. Фильм повествует о кровосмешение 17-летнего Пьера (Луи Гаррель) с его родной матерью Элен (Изабель Юппер). Фильм получил низкие оценки как от зрителей, так и от кинокритиков.

## Сюжет
Семнадцатилетний Пьер покидает школу-интернат, чтобы начать жить со своими богатыми родителями в их вилле на Канарских островах. Отец Пьера погибает и мать остаётся одна, по приезде они вместе обедают в ресторане, где мать начинает заигрывать с сыном, а также признаётся, что множество раз изменяла его отцу. Вскоре Пьер находясь в комнате отца, обнаруживает в шкафу множество журналов эротического содержания и начинает на них мастурбировать, а затем окропляет их своей мочой.
Элен призывает свою подругу Реа заняться сексом с её сыном, на что та соглашается, во время прогулки они начинают совокупляться в торговом центре Yumbo Centrum, Элен с тоской наблюдает на полуодетую парочку.
Спустя время, Элен предлагает своему сыну Пьеру заняться оргией с её друзьями и её подругой Ханси. После оргии Элен говорит Пьеру что должна оставить его одного, чтобы между ними не возникло инцеста.
После ухода Элен, Ханси входит в жизнь Пьера как друг. Она признает, что подружилась с Пьером при поддержке Элен, но отрицает получение от нее гонорара. Их дружба перерастает в нежный роман, и они оба влюбляются. Во время их отношений Ханси рассказывает, что она много раз участвовала в садомазохистском сексе в качестве доминанты со своей подругой Лулу в качестве добровольной мазохистки. Она добавляет, что Элен устраивала эти встречи как сексуальные демонстрации для туристов.
Элен возвращается домой с Реей. По прибытии она обнаруживает, что её сын и Ханси общаются в баре рядом с виллой. Элен и Пьер приветствуют друг друга и болтают, глядя друг другу в глаза, а Ханси ревниво смотрит на них. Элен приглашает сына переспать с ней, на что тот соглашается.
Элен и Пьер входят в винный погреб дома. Элен просит сына разрезать ей живот бритвой, пока он мастурбирует, а когда он достигает кульминации, перерезает себе горло. Медики забирают её тело. Пьер прощается с матерью перед кремацией. Он входит в комнату, где она лежит в постели, и мастурбирует, восклицая, что не хочет умирать, пока её выносят.

## В ролях
- Изабель Юппер — Элен
- Луи Гаррель — Пьер
- Эмма де Кон — Ханси
- Джоана Прейсс — Реа
- Жан-Баптист Монтагю — Лулу
- Доминик Реймон — Марта

## Релиз и критика
На сайте «Rotten Tomatoes» фильм получил смешанные, но в основном отрицательные отзывы, средний рейтинг 3.7/10. Из 42 отзывов пять положительных. Консенсус сайта гласит: «Пафосный, чрезмерно извращённый и скучный». В США фильм был выпущен с рейтингом 18+, причиной этому стало «сильное и аберрантное сексуальное содержание».
Стивен Холден из The New York Times написал: «фильм может быть нелепым, но его актерский состав демонстрирует приверженность, которая заслуживает большего, чем неохотное восхищение».